# Spatzenmesse
Die Missa in C-Dur KV 220 (KV3 196b), genannt „Spatzenmesse“, ist eine Messe von Wolfgang Amadeus Mozart.

## Geschichte und Überlieferung
Nach neuesten Datierungen dürfte die Messe zwischen März und Juni 1775 in Salzburg entstanden sein. Der Anlass und die erste Aufführung sind nicht bekannt, doch deutet die festliche Instrumentalbesetzung auf die Verwendung in einem Pontifikalamt an einem hohen Feiertag hin. Mozarts autographe Partitur ist offenbar schon im 18. Jahrhundert verlorengegangen. Das Werk ist durch mehrere Abschriften von Stimmensätzen überliefert.

### Bezeichnung Spatzenmesse
Der populäre Beiname „Spatzenmesse“ stammt nicht von Mozart, sondern kam wohl erst in der zweiten Hälfte des 19. Jahrhunderts auf (In der Erstausgabe des Köchelverzeichnisses 1862 findet sich der Name bezogen auf die Missa brevis C-Dur KV 258, nicht KV 220). 
Der Name wird meist auf die einprägsamen Violin-Figuren im Allegro des Sanctus (mit Wiederholung im Benedictus) bezogen: Viertelnoten in g mit kurzen Vorschlägen in fis, die die beiden „Pleni sunt“- und die „Hosanna“-Einsätze des Chores einleiten – und die klanglich dem „Tschilp-tschilp“ von Sperlingen (im Volksmund „Spatzen“ genannt) ähnlich sind.
Hartmut Schick zufolge sollen diese Vorschlagsfiguren dagegen eher „Himmelsglöckchen“ andeuten.
Alfred Einstein bezog den Namen dagegen auf die Begleitfigur der Geigen im Credo.

## Werkbeschreibung
Die Messe zählt zum Typus der „Missa brevis et solemnis“, das heißt, sie ist einerseits einer Missa brevis entsprechend knapp disponiert, andererseits aber mit Trompeten und Pauken festlich besetzt wie eine Missa solemnis.
Mozart verzichtete auf eine Zerstückelung des Ordinariumstextes in einzelne Nummern, auf ausgedehnte abgeschlossene Solosätze, auf Schlussfiguren sowie überhaupt auf kontrapunktische Abschnitte.
- Kyrie
- Gloria
- Credo
- Sanctus
- Benedictus
- Agnus Dei

## Besetzung
- Solisten: Sopran, Alt, Tenor, Bass
- gemischter Chor (SATB)
- Orchester: 2 Trompeten, Pauken, 2 Violinen, Basso continuo (Violoncello, Fagott, Kontrabass, Orgel)

Die Aufführungsdauer beträgt ca. 20 Minuten.